# Tony Bellew
Tony Bellew est un boxeur professionnel britannique né le 30 novembre 1982 à Liverpool. Il a joué dans le film Creed (2015), sous le nom de "Pretty" Ricky Conlan, rôle qui reprend brièvement dans Creed 3 (2023).

## Carrière
Passé professionnel en 2007, il devient champion d'Angleterre des poids mi-lourds en 2011 mais échoue lors de deux championnats du monde de la catégorie face à Nathan Cleverly la même année puis Adonis Stevenson en 2013. Bellew poursuit alors sa carrière en lourds-légers et remporte la ceinture de champion d'Europe EBU en 2015 contre Mateusz Masternak puis s'empare du titre vacant de champion du monde des poids lourds-légers WBC le 29 mai 2016 en battant par arrêt de l'arbitre à la 3e reprise Ilunga Makabu. Il conserve son titre le 15 octobre 2016 en battant par arrêt de l'arbitre au 3e round l'américain BJ Flores.
Le 4 mars 2017, il affronte dans un combat sans titre majeur en jeu dans la catégorie poids lourds son compatriote David Haye. Victime d'une rupture du talon d'achille pendant le combat, Haye est compté à deux reprises par l'arbitre aux 6e et 11e rounds où il est  éjecté hors du ring avant que son coin ne décide de renoncer en jetant l'éponge juste avant la fin du décompte de l'arbitre. Tony Bellew s'est cassé la main droite au quatrième round.
Bellew est considéré par la WBC comme champion émérite le 28 mars 2017. Le combat prévu entre Mairis Briedis et Marco Huck le 1er avril 2017 se transforme en combat pour le titre principal de la fédération.
Une revanche, repoussée une fois pour cause de blessure à l'épaule de David Haye durant une séance d'entrainement a finalement lieu le 5 mai 2018. Il s'impose par arrêt de l'arbitre au 5e round après avoir envoyé son adversaire deux fois au tapis. Bellew affronte ensuite l'ukrainien Oleksandr Usyk, champion unifié des poids lourds-légers, le 10 novembre 2018 à Manchester. Il est battu par K.O. au 8e round et annonce la fin de sa carrière de boxeur.
En avril 2020, il participe à la deuxième saison de l'émission de survie militaire Celebrity SAS: Who Dares Wins.

## Filmographie
- 2015 : Creed : L'Héritage de Rocky Balboa (Creed) de Ryan Coogler : "Pretty" Ricky Conlan
- 2023 : Creed 3 de Michael B. Jordan : "Pretty" Ricky Conlan